# Zé Bruno
Zé Bruno, nome artístico de José Antonio Bruno (São Paulo, 22 de abril de 1966) é um engenheiro, pastor evangélico, vocalista, guitarrista, compositor, produtor musical, multi-instrumentista brasileiro. Formado em Engenharia Civil pela Universidade Presbiteriana Mackenzie e em Teologia pela Faculdade de Teologia Metodista Livre, é fundador do grupo de rock cristão Resgate e da igreja A Casa da Rocha. Por muitos anos fez participações, gravações e foi produtor musical do grupo Renascer Praise. Foi deputado estadual por São Paulo.
Hoje também publica discursos e reflexões no YouTube, através do canal A Casa da Rocha.

## Músico, cantor e compositor
As atividades musicais de José Bruno são mais lembradas por sua atuação como guitarrista, cantor e compositor do grupo de rock cristão Resgate, fundado no fim da década de 1980, juntamente com Jorge Bruno, Marcelo Amorim e Hamilton Gomes. Mais tarde, a banda incorporou o tecladista e compositor Dudu Borges, que deixou a banda em 2012.
José Bruno também foi vocalista, guitarrista e letrista do grupo musical Renascer Praise, tendo deixado o grupo em 2010.

## Pastor protestante
Zé Bruno lembra que se converteu ao credo evangélico na Primeira Igreja Batista do Ipiranga (em São Paulo) no ano de 1977, juntamente com seu irmão Jorge Bruno. Segundo declaração do próprio José Bruno na faixa 11 (5:50 AM) do CD Resgate Acústico (2001), ele e seus três colegas da banda Resgate entraram na igreja Renascer em Cristo no dia 24 de junho de 1991. Desde esta data até 2010, José Bruno trabalhou intensamente como pastor e mais tarde como bispo da igreja. Dirigiu a igreja no estado do Rio de Janeiro no fim da década de 1990, retornando a São Paulo no início da década seguinte. Apresentou programas na Rede Gospel de televisão, na rádio Gospel FM de São Paulo e o programa Escola de Profetas na rádio Gospel FM do Rio de Janeiro.
Também foi vice-presidente da Fundação Renascer, que desenvolve programas sociais como o Expresso da Solidariedade (que distribui refeições em regiões carentes das grandes cidades), o Centro de Recuperação de Dependentes Químicos e outros projetos.
José Bruno se tornou o líder interino da igreja Renascer durante o período em que os dirigentes principais e fundadores Estevam e Sônia Hernandes estiveram presos nos Estados Unidos, por terem ingressado no país com dólares não declarados. José Bruno foi investigado por ter seu nome supostamente envolvido com irregularidades na Fundação Renascer e com igrejas "laranjas" para lavagem de dinheiro e sonegação de impostos. Sobre o caso específico de desvio de recursos públicos para educação de jovens e adolescentes na Fundação Renascer, José Bruno foi inocentado pelo Tribunal de Contas da União. Após os acontecimentos envolvendo a Renascer, Zé Bruno deixou a igreja.

## Política
No ano de 2005, José Bruno ingressou no Partido da Frente Liberal (atual Democratas), partido pelo qual se elegeu deputado estadual pelo estado de São Paulo no ano seguinte, com mandato entre fevereiro de 2007 e janeiro de 2011, contando com a ajuda fundamental de pastores e membros da igreja Renascer em Cristo.
Entre outras atividades, o deputado José Bruno presidiu a CPI da Pedofilia, que investigou acusados de crimes de pedofilia no estado e  promoveu contatos com a CPI homônima do Senado Federal.
José Bruno anunciou em 27 de maio de 2010 através do Twitter que não seria candidato a outro mandato na eleição de 2010.

## A Casa da Rocha
Em 26 de fevereiro de 2010, José Bruno anunciou sua saída da igreja Renascer em Cristo, na qual tinha o cargo de bispo primaz, sendo o responsável pelas igrejas da zona sul da cidade de São Paulo. O desligamento do bispo foi confirmado pela assessoria de imprensa da igreja.
Dois dias depois, em 28 de fevereiro, José Bruno fundou a Igreja Cristã A Casa da Rocha, juntamente com os bispos Jorge Bruno, Marcelo Amorim (ambos seus colegas na banda Resgate) e outros bispos e pastores, quase todos também recém-saídos da igreja Renascer em Cristo. José Bruno aboliu seu título de bispo e voltou a utilizar o título de pastor.

## Discografia

### Em dupla com Vavá Rodrigues
- 2021: Pronto para Consumo

Participações com outros músicos e bandas
- 1993 - Renascer Praise 1 - Vocal e produção musical
- 1994 - Renascer Praise 2 - Vocal e produção técnica
- 1996 - Renascer Praise 3 - Deus é Fiel - Vocal
- 1998 - Renascer Praise 5 - Tributo ao Deus de Amor - Produção artística
- 1999 - Renascer Praise 6 - A Pesca - Produção Técnica
- 2003 - Renascer Praise 10 - Guitarra e vocal; participação com Resgate em "Leve e Momentânea"; co-autoria de "Leve e Momentânea"
- 2004 - Renascer Praise 11 - Restauração - Guitarra, violão, vocal, produção e arranjos; Co-autoria de "Povo Apostólico", Comunhão e Já está consumado
- 2005 - Renascer Praise 12 - Apostólico - Vocal; Co-autoria de "Nasci pra vencer"
- 2006 - Renascer Praise 13 - Colheita - Vocal
- 2006 - Mais ao Vivo do que Nunca - Militantes - Vocal em "Papo de Lóki" e autoria da mesma música
- 2007 - Renascer Praise 14 - A Espera não pode Matar a Esperança - Vocal, guitarra e violão; Co-autoria de "Bendize oh! Minh'alma" (com Sônia Hernandes); participação com Resgate em "Caiu a Babilônia"; autoria de "Caiu a Babilônia"
- 2008 - Renascer Praise 15 - Reinando em Vida - Vocal (notadamente em "Sou Apostólico")
- 2013 - Reforma - Indio Mesquita - Vocal em "Trama Pósmoderna"
- 2015 - Por um Segundo - Militantes - Vocal em "Enquanto se Pode Achar"
- 2020 - Dez Pras 6 (single digital) - Guto Mark´s - Vocal em "Dez Pras 6" e autoria da mesma música

## Videografia
- 2001 - Acústico - VHS
- 2004 - Ao Vivo - DVD
- 2008 - Até eu Envelhecer - Ao Vivo - DVD
- 2013 - Aos Vivos - DVD
- 2015 - 25 Anos - DVD
- 2019 - É Só Isso Aqui - Documentário lançado nos cinemas em 2019 e em DVD junto com o CD triplo É Só Isso Aqui, de 2020